# Monique Collignon
Monique Collignon (1962) is een Nederlands modeontwerper.
In 1983 studeerde ze af aan de Rotterdamse modeacademie. In de jaren 80 ontwierp ze voornamelijk voor derden. Zo ontwierp ze onder meer voor 'Freetime' een (wintersport)jassen collectie, voor 'Adidas' een voetbalcollectie en het PSV shirt en voor Rini Wagtmans (GOWA) een wielercollectie. 
In dezelfde periode gaf ze ook les in ontwerpen aan de opleiding 'Bijenveld', een modeopleiding in Amsterdam.
In 1990 opende Collignon haar winkel in Leiden aan de Korevaarstraat. Vanuit Leiden toonde zij haar eerste haute-couture-collectie in Amsterdam (1996). Uiteindelijk verhuisde zij naar Amsterdam en in 1997 werd het pand aan de 'Van Baerlestraat' betrokken. Momenteel zit de ontwerper aan de Paasheuvelweg in Amsterdam. 
Naast haar haute-couture-collectie bracht zij vanaf 2008 een prêt-à-porter-collectie genaamd "MC by Monique Collignon" In 2011 werd de confectielijn omgedoopt tot "MC Couture Light". In 2012 werd deze 'Couture Light'-collectie exclusief verkocht bij Wehkamp. De collectie staat nu bekend als "The Conscious Collection", verwijzend naar een duurzamere, milieuvriendelijkere productie en verbeterde werkomstandigheden.
Verder heeft Collignon bedrijfskleding en merchandisecollecties ontworpen voor Lancaster, Wagenborg passagiersdiensten, Hotel Banks Mansion, Medisch Centrum Jan van Goyen, Essent, ‘1898’ voor Wagenborg, accountantsorganisatie BDO en anno 2015 het voltallige personeel van Holland Casino.
Bekendheden waar zij jurken voor ontworpen heeft zijn onder anderen Carice van Houten, Lieke van Lexmond, Hind en Celinde Schoenmakers. Op internationaal niveau zijn onder meer Guiliana Rancic (Golden Globe Awards), Carly Steel (o.a. première Spidermann) en Becky Baeling-Lythgoe (Emmy Awards en The Oscars) gekleed gegaan in haar ontwerpen.   
In 2010 ontving Collignon de Dutch Designer of the Year Award.
Daarnaast ontving zij in Duitsland tijdens een fashionevent The Best Foreigen Designer award 2012
Ten tijde van de COVID-19-pandemie richtte Collignon zich op het ontwikkelen van een duurzaam en beschermend mondkapje, gemaakt van Evolon, waarmee zij liet zien dat goede bescherming, duurzaamheid en mode hand in hand kunnen gaan.